# Diligente (canonnière)
Ne pas confondre avec Diligente (1676).
La Diligente est une canonnière  de la classe Friponne lancée en 1916 et en service dans la marine française de 1916 à 1945.

## Construction
La Diligente est issue d'un programme de guerre, constitué d'une série de huit canonnières armées de deux canons de 100 mm, de mitrailleuses anti-aériennes et de grenades anti-sous-marines. La Diligente est mise sur cale à l'arsenal de Brest avec ses sister-ships Engageante , Impatiente, Mignonne et Surveillante, puis est lancée en 1916,.

## Descriptif
Le navire présente une coque fine et élancée à étrave droite, avec un rouf placé au centre. La passerelle de navigation est installée à l'avant de cette superstructure, cernée par deux mats. Le mat avant supporte un nid-de-pie et n'est pas aligné sur l'axe du navire. Cette disposition perturbe la visée et la détermination d'un cap pour un navire adverse. Elle participe des procédés destinés à leurrer les équipages des U-Boot, tel que le camouflage Dazzle ou les bateaux pièges Q-ships camouflés en navires marchands.
Le navire est propulsé par deux moteurs Diesel Sulzer à deux temps . Cet ensemble permet d'atteindre une vitesse de 14,5 nœuds.

## Carrière
La Diligente entre en service dans la Marine nationale en 1916.

### Escorteur
La Diligente et les canonnières la Bouffonne, la Friponne et le Bellatrix portent assistance le 2 novembre 1916 à l'aviso Rigel, torpillé au large des Baléares par l'U-35, commandé par Lothar von Arnauld de La Perière
La canonnière est affectée en 1917 à la Division de Bretagne, puis en 1919 au polygone naval de Graves. Elle y sert à la formation pratique sur moteur diesel à deux temps des officiers mécaniciens.
Elle est versée en 1924 aux flottilles des côtes Sud de la France et basée à Toulon . Elle effectue des exercices avec le sous-marin Dupetit-Thouars en avril 1924 et la surveillance des pêches sur les côtes de la Corse en 1933.
La Diligente patrouille la zone des Baléares en 1937, au cours de la guerre civile espagnole .
Elle opère sur les côtes atlantiques en 1938, au cours d'exercices dans le goulet de Brest avec des sous-marins le 8 mars, ou en remplacement de l'Austral à Rochefort en avril.

### Ravitailleur d'hydravion
La Diligente reçoit en 1939 un nouveau rôle, ravitailleur d'hydravions. Elle est basée à Dunkerque avec les Forces maritimes du Nord,.
Elle ravitaille les troupes françaises impliquées dans la bataille des Pays-Bas et la manœuvre Dyle Breda. Le 12 mai 1940, amarrée à Flessingue, elle subit un bombardement allemand. Un camion-citerne situé à proximité est soufflé par les explosions et vient s'encastrer dans la passerelle. Elle doit rentrer à Dunkerque dans cet état. Une bâche placée sur le véhicule de couleur rouge évite le repérage par l'ennemi.

### La Seconde Guerre mondiale et les Forces Navales de la France Libre
La Diligente se rend en Grande-Bretagne, où elle est saisie le 3 juillet 1940 à Portsmouth par la Royal Navy. Elle est utilisée par les Forces navales françaises libres (FNFL) comme bâtiment-base et amarrée à Cowes, un port de l'Île de Wight.
Le navire est rapatrié à Cherbourg en remorque le 28 septembre 1945 et vendu à la démolition  le 27 décembre 1946.